# علم المخطوطات
علم الكتب المخطوطة أو كوديكولوجيا (بالإنجليزية: Codicology) هو دراسة الكتب المخطوطة، والكراريس (المجلدات المخاطة، أو «الكودكسات» -جمع كودكس Codex) كأشياء مادية، وخاصة المخطوطات المكتوبة على الرق، ومنها المأثورة أو الأسفار القديمة. وغالباً ما يشار إلى هذا العلم باسم «علم آثار الكتاب» (Archaeology of Book)، حيث يهتم هذا العلم بالمواد والطرق المستخدمة في صناعة الكتب وتجليدها. أما العلم الذي يهتم بدراسة المخطوطات كمحتوى فيعرف بعلم الباليوغرافيا (علم الكتابات القديمة) وكذلك علم الفيلولوجيا (فقه اللغة).
قال قاسم السامرائي "يشتمل علم الاكتناه في اللغات الأوروبية على فنين هما: باليوغرافي وكوديكولوجي" وقال مُعرّفاً الكوديكولوجي أنها "علم دراسة الكتاب المخطوط أو صناعته بما في ذلك صناعة الأحبار وفن التوريق أو النساخة والتجليد والتذهيب وصناعة الرقوق والجلود والكاغد وما يتبع ذلك من فنون وما يتصل بها مثل حجم الكراسة ونظام الترقيم والتعقيبات والسماعات والقراءات والإجازات والمقابلات وتقييدات التملك وتقييدات الوقف وما يظهر في نهاية المخطوط".
يدرس هذا العلم المخطوطات في مظهرها المادي. وقد نشأ في فرنسا، وتحديداً في مدينة باريس خلال العقدَين الثالث والرابع من القرن العشرين. ويعود تأسيسه إلى كل من شارل ساماران (Charles Samaran) وألفونس داين (Alphonse Dain). ابتكر الأول مصطلح كوديغرافيا (Codigraphie) بدون أن يحدد بشكل دقيق معناه، أما داين فابتكر المصطلح الثاني: كوديكولوجي (Codicologie، علم المخطوطات) واستعمله أول مرة سنة 1944 خلال إعطائه دروسًا في مادة علم اللغة اليونانية (Philologie grecque). وبقي المصطلح غير متداول إلى سنة 1949، حين نشر كتابه الشهير الذي حمل عنوان «المخطوطات» (Les manuscrits)، وأعلن فيه ابتكاره لهذا المصطلح، وحدد معنى المصطلح الجديد.
ويشتق مصطلح «كوديكولوجيا» من الكلمتَيْن: ’كوديكس‘ (Codex) اللاتينية -التي تعني مجموعة كراسات مجموعة في مجلَّد واحد، ولها غلاف خارجي- و’لوغيا‘ (Logia) اليونانية -وتعني بالمعنى الضيق: «الكلام،» وبالمعنى الواسع: «علم».
وللكوديكولوجيّا تحديدان: الأول ضيِّق (stricto sensu)، ويُعرف بعلم آثار الكتاب، واختصاصه دراسة المخطوطات من النواحي الخارجية، كالشكل ونوع الورق ونوع الحبر وطريق التجليد، إلخ. والثاني أوسع (lato sensu)، يدرس تاريخ المخطوط ومحتواه وأهميته الواقعية بالنسبة إلى الناس.
أما الاهتمام بهذا النوع من الدراسة والعلم فقد ظهر في ألمانيا، وعُرف باسم «علم المخطوطات» أو «فن المخطوطات» (Handschriftenkunde). وظهرت في أوروبا، بعد ذلك، مجلات متخصصة بهذا النوع من العلم، أهمها:
1. Scriptorium الفرنسية، التي تأسست في بلجيكا سنة 1946، وكانت فصلية، وتجمع أقوالاً مأثورة من هذا المخطوط أو ذاك، وبالتالي لم تكون مجلة كوديكولوجيا بالمعنى الحقيقي للكلمة.
2. Codicologica الهولندية، وقد تأسست سنة 1976، وكانت تُعنى بالقضايا المنهجية في دراسة علم المخطوطات.
3. Gazette du livre medieval الفرنسية، وقد تأسست سنة 1982، بهدف الدفاع عن الباحثين في علم المخطوطات، ولأجل نشر كل معلومات تفيد في هذا العلم.
4. Scrittura e civiltà الإيطالية، وهدفها دراسة النصوص من الزاوية التاريخية.

وسنة 1985، أصدر دونيز موزيريل (Denis Muzerelle) كتاباً باللغة الفرنسية حمل عنوان «المعجم اللغوي لعلم المخطوطات» (Vocabulaire codicologique)، وفيه وضع شرحاً للكلمات المستعملة في هذا العلم.